# Житлово-комунальне господарство Вінниці

## Житловий фонд
Загальна площа житлових приміщень усіх форм власності у місті становить 5,75 млн м². Рівень забезпечення населення житлом становить 15,7 м² загальної площі в середньому на одного жителя.
Житлово-комунальні підприємства міста утримують та обслуговують 1973 житлових будинків комунальної форми власності загальною площею 4,8 млн м². Цей житловий фонд експлуатується без проведення капітального ремонту, що перевищує граничні терміни ефективної експлуатації в 3—5 разів.
Для активізації роботи зі створення об'єднань співвласників багатоквартирних будинків при управлінні житлового господарства створено відділ розвитку ОСББ. На 01.09.2009 р. кількість створених ОСББ у місті становила 123.

## Електропостачання
Електропостачання міста здійснюється від 11 підстанцій вищою напругою 110 кВ, довжина мереж яких становить 98 км. Довжина повітряних ліній напругою 0,4—10 кВ становить 535 км, протяжність кабельних ліній напругою 0,4 кВ — 930 км. Вінниця в середньому споживає 550 млн кВт·год на рік. Споживання електроенергії в місті у 2008 році очікувано перевищить 565 млн кВт·год проти 540 млн кВт·год у 2007 році.
Через підвищення обсягів споживання електроенергії існуючі потужності трансформаторних підстанцій та електричні мережі не забезпечують потреб сьогодення, призводять до зниження напруги в електромережах міста.

## Газопостачання
Газопостачання міста забезпечується через 3 газорозподільчі станції газопроводами протяжністю 470 км. Річний обсяг споживання містом природного газу становить близько 270 млн м³.

## Теплопостачання
Теплопостачання міста здійснюється як централізованими, так і локальними системами тепло забезпечення. Основна потужність припадає на централізовану систему. 42 котельні міста за рік постачають близько 1,1 млн Гкал тепла. Термін експлуатації більшості котелень перевищує 20 років. Майже 40 % котелень експлуатують малоефективні застарілі котли типу НІІСТУ-5 та інші, реальний ККД яких не перевищує 65—70 %. Аналогічна ситуація на теплових магістральних та розподільчих мережах, де рівень втрат тепла досягає 30 %. На багатьох центральних та індивідуальних теплових пунктах, які забезпечують потреби систем опалення та гарячого водопостачання застосовуються застарілі кожухотрубні водопідігрівачі з низьким коефіцієнтом теплопередачі. Майже 40 % теплових пунктів перебувають у критичному стані, що призводить до збоїв у гарячому водопостачанні. У більшості систем гарячого водопостачання не функціонують системи рециркуляції.

## Водопостачання
Водопостачання міста здійснюється центральною і локальними системами підприємств і організацій. Потужність централізованого водопроводу 200 тис. м³ на добу. Довжина водопроводів у місті становить понад 210 км, внутрішньодворових та квартальних мереж водопроводу понад 160 км.

## Водовідведення
Водовідведення та очищення основного обсягу побутових і виробничих стічних вод здійснюється централізованою міською комунальною каналізацією, пропускна здатність якої становить 150 тис. м³ води на добу. Річне використання води становить близько 33,3 млн м³.

## Транспорт
Транспортна мережа міста представлена:
- 5 трамвайними маршрутами, які обслуговують 59 трамваїв;
- 15 тролейбусними маршрутами, які обслуговують 102 тролейбуси;
- 20 автобусними маршрутами (у звичайному режимі руху), які обслуговують 41 автобус;
- 46 автобусними маршрутами (в режимі маршрутних таксі), які обслуговують 461 транспортний засіб.

Загалом щоденно виходить на маршрути міста приблизно 660 одиниць техніки.
Громадським транспортом у 2008 році перевезено 172 млн пасажирів, що на 9,2 % менше, ніж минулого року.
Основне місце в перевезенні пасажирів належить електротранспорту, але його доля в загальному обсязі перевезень щороку зменшується і у 2008 р. становило 67,8 %.

## Проблеми в комунальному господарстві
Серед проблемних питань комунального господарства:
- незадовільний стан дорожнього полотна;
- не усунення причини підтоплення житлової та нежитлової забудови деяких вулиць міста;
- лише близько 20 % вулиць міста обладнані закритою дощовою каналізацією; відсутність очисних споруд зливових вод на випусках в р. П.Буг та в озера;
- не відтворена мережа громадських лазень; існуючі шахтні колодязі питної води потребують переобладнання з встановленням водопідйомних колон (артезіанські свердловини); відсутність земельної ділянки під міське кладовище.

## Підприємства ЖКГ
Житловий фонд обслуговують 12 житлово-експлуатаційних контор (ЖЕКів).
Також послуги надають:
- МКП «Вінницяміськліфт»
- «Обчислювальний центр житлово-комунального господарства» — надання послуг автоматичного нарахування плати за житлово-комунальні послуги.
- «Вінницька спеціалізована монтажно-експлуатаційна дільниця з організації дорожнього руху» — надання послуг з організації та регулювання дорожнього руху
- КП ВМР «Віницяміськтеплоенерго»
- КП «Вінницька транспортна компанія»
- КП «Вінницька спеціалізована ритуальна служба»
- МКП «Міська лазня»